# 1922.
◄ | 19. stoljeće | 20. stoljeće | 21. stoljeće | ►
◄ | 1890-ih | 1900-ih | 1910-ih | 1920-ih | 1930-ih | 1940-ih | 1950-ih | ►
◄◄ | ◄ | 1919. | 1920. | 1921. | 1922. | 1923. | 1924. | 1925. | ► | ►►
Arhitektura • Astronomija • Biologija • Film • Fotografija • Glazba • Kazalište • Kemija • Kiparstvo • Knjige • Književnost • Kršćanstvo • Meteorologija • Medicina • Planinarstvo • Politika • Pravo • Promet • Slikarstvo • Strip • Šport • Televizija • Znanost • Zrakoplovstvo • Željeznički promet

## Događaji
- 7. rujna – Osnovana Latvijska banka u glavnom gradu Latvije, Rigi.
- 27. do 29. listopada – Marš na Rim
- 2. prosinca – Uqairskom konvencijom definirane granice između Iračkog mandata, sultanata Nedžd i šeikata Kuvajta
- 30. prosinca – osnovan Savez Socijalističkih Sovjetskih Republika (SSSR ili Sovjetski Savez)

Nepoznat datum:
- osnovana je Tvornica olovnih proizvoda (TOP) a tvornica za proizvodnju olovnih tuba 1937. Tvornice su 1947. spojene u poduzeće pod nazivom Tvornica olovnih proizvoda – TOP. Dijelovi proizvodnje drugih poduzeća pripojeni su TOP i to 1963. metalne konstrukcije i žaluzije, a 1977. uključena je ljevaonica aluminija. U travnju 1990. poduzeće je bilo upisano u sudski registar pod nazivom Tvornica olovnih i aluminijskih proizvoda, Zagreb – Kerestinec u Kerestincu, s potpunom odgovornošću.

## Rođenja

### Siječanj – ožujak
- 7. siječnja – Ivan Milat, hrvatski slikar († 2009.)
- 12. siječnja – Tatjana Arambašin Slišković, hrvatska književnica, novinarka i prevoditeljica († 2009.)
- 17. siječnja – Betty White, američka glumica († 2021.)
- 19. siječnja – Dragica Martinis, hrvatska sopranistica († 2010.)
- 19. siječnja – Jerzy Kawalerowicz, poljski filmski redatelj i scenarist († 2007.)
- 21. siječnja – Predrag Vranicki, hrvatski filozof († 2002.)
- 26. siječnja – Đuro Pulitika, hrvatski slikar († 2006.)
- 9. veljače – Kathryn Grayson, američka glumica († 2010.)
- 11. veljače – Ela Peroci, slovenska književnica († 2001.)
- 11. veljače – Ivo Padovan, hrvatski akademik i liječnik († 2010.)
- 22. veljače – Cvijeta Grospić, hrvatska književnica († 2015.)
- 23. veljače – Kata Šoljić, junakinja Domovinskog rata, simbol patnje i hrabrosti († 2008.)

### Travanj – lipanj
- 3. travnja – Doris Day, američka glumica, pjevačica i pobornica za prava životinja († 2019.)
- 10. travnja – Vesna Parun, hrvatska književnica († 2010.)
- 23. travnja – Fadil Hadžić, hrvatski filmski redatelj, scenarist, dramski pisac, komediograf († 2011.)
- 27. travnja – Boro Pavlović, hrvatski književnik († 2001.)
- 13. svibnja – Beatrice Arthur, američka glumica († 2009.)
- 14. svibnja – Franjo Tuđman, prvi hrvatski predsjednik († 1999.)
- 20. svibnja – Krešo Golik, hrvatski filmski i TV redatelj († 1996.)
- 22. svibnja – Mirjana Gross, hrvatska povjesničarka († 2012.)
- 2. lipnja – Carmen Silvera, britansko-kanadska glumica († 2002.)
- 10. lipnja – Judy Garland, američka filmska glumica († 1969.)
- 11. lipnja – Erving Goffman, američki sociolog († 1982.)
- 18. lipnja – Nela Eržišnik, hrvatska glumica i komičarka († 2007.)
- 27. lipnja – Jelka Asić, hrvatska operna pjevačica († 1979.)

### Srpanj – rujan
- 1. kolovoza – Phil Bosmans, belgijski svećenik i književnik († 2012.)
- 29. kolovoza – Mate Relja, hrvatski redatelj i scenarist († 2006.)
- 21. rujna – Vladimir Ruždjak, hrvatski operni pjevač († 1987.)

### Listopad – prosinac
- 4. listopada – Ivanka Beretta Molla, katolička svetica, liječnica († 1962.)
- 9. listopada – Bulcsú László, hrvatski jezikoslovac, prevoditelj i informatolog († 2016.)
- 9. studenoga – Imre Lakatos, britanski filozof mađarskog porijekla († 1974.)
- 12. studenoga – Kim Hunter, američka glumica († 2002.)
- 22. studenoga – Fikret Amirov, sovjetski azerbajdžanski skladatelj († 1984.)
- 14. studenoga – Boutros Boutros-Ghali, egejski diplomat († 2016.)
- 4. prosinca – Gérard Philipe, francuski glumac († 1959.)
- 14. prosinca – Nikolaj Genadijevič Basov, ruski fizičar († 2001.)
- 18. prosinca – Josip Bobi Marotti, hrvatski glumac († 2011.)
- 24. prosinca – Ava Gardner, američka filmska glumica († 1990.)

## Smrti

### Siječanj – ožujak
- 1. siječnja – Števan Kühar, slovenski (prekomurski) pisac i političar (* 1887.)
- 5. veljače – Eduard Slavoljub Penkala, hrvatski izumitelj (* 1871.)

### Travanj – lipanj
- 23. travnja – Vlaho Bukovac, hrvatski slikar (* 1855.)
- 18. svibnja – Charles Louis Alphonse Laveran, francuski liječnik, nobelovac, (* 1845.)

### Srpanj – rujan
- 2. kolovoza – Alexander Graham Bell, američki fizičar i izumitelj škotskog porijekla (* 1847.)
- 29. rujna – Marija Krucifiksa Kozulić, hrvatska časna sestra (* 1852.)

### Listopad – prosinac
- 20. listopada – Maria Bertilla Boscardin, talijanska svetica (* 1888.)
- 31. listopada – Alojz Malec, pisac moravskih Hrvata (* 1855.)
- 18. studenoga – Marcel Proust, francuski književnik (* 1871.)
- 6. prosinca – Nikola Gazdić, Hajdukov napadač (* prije 1900.)
- 16. prosinca – Eliezer Ben-Yehuda, židovski jezikoslovac (* 1858.)

## Nobelova nagrada za 1922. godinu
- Fizika: Niels Bohr
- Kemija: Francis William Aston
- Fiziologija i medicina: Archibald Vivian Hill, Otto Fritz Meyerhof
- Književnost: Jacinto Benavente
- Mir: Fridtjof Nansen

## Vanjske poveznice
- Tvornica olovnih i aluminijskih proizvoda Hrvatska tehnička enciklopedija, portal hrvatske tehničke baštine. LZMK

|  | Zajednički poslužitelj ima još gradiva o temi 1922. |